# Lauerz
Lauerz ist eine politische Gemeinde und ein Dorf im Bezirk Schwyz des Kantons Schwyz in der Schweiz. 

## Geographie
Lauerz liegt in den Voralpen am nordöstlichen Fusse der Rigi, direkt am Lauerzersee (450 m ü. M.). Die Insel Schwanau im Lauerzersee gehört zur Gemeinde Lauerz. Im Dorfkern befindet sich die Pfarrkirche St. Nikolaus. Auf Gemeindegebiet gibt es viele Einzelhöfe, am Seeufer und in Hanglage weist der Ort zahlreiche Ferienhäuser auf.

## Name
Eine frühere Schreibweise lautet «Lowerz». Es ist sehr zweifelhaft, ob Erzvorkommen in der Gemeinde dem Dorf den Namen gegeben habe. Ebenso stammt «Lau» nicht vom keltischen «lokwa» ab, das «See» bedeutet. Es ist eher wahrscheinlich, dass der Name «Lauerz» im Zusammenhang mit einem althochdeutschen Personennamen wie «Lauwart» steht. Die ursprüngliche Form dürfte «Lauwerts hov» geheissen haben, wobei das Wort für den Hof weggefallen ist.

## Geschichte
Auf der Insel Schwanau befand sich im 13. Jahrhundert eine Burganlage, heute eine Ruine. Sie ist ursprünglich kyburgisch gewesen, später ist das Gebiet um Lauerz in den Grundbesitz der Habsburger übergegangen.
Ab 1480 war eine Kapelle St. Theodul als Filiale der Pfarrei Schwyz bekannt. Nach einem Brand ist die Kapelle 1508 neu erbaut worden. Ab 1600 war Lauerz eine eigene Pfarrei. 1675 ist ein Neubau der Kirche St. Nikolaus an die Stelle der Kapelle getreten. 
Am 2. September 1806 wurden grosse Teile des Dorfes von einer durch den Bergsturz von Goldau ausgelösten Flutwelle zerstört. Die Kirche wurde 1807–10 nach Plänen von Pater Jakob Natter neu errichtet. Auf der Insel Schwanau gaben Eremiten ihre bisherige Behausung auf. Die Insel wurde vom Schwyzer Landeshauptmann Louis Auf der Maur erworben. Seit 1967 ist sie im Besitz des Kantons Schwyz.

## Bilder

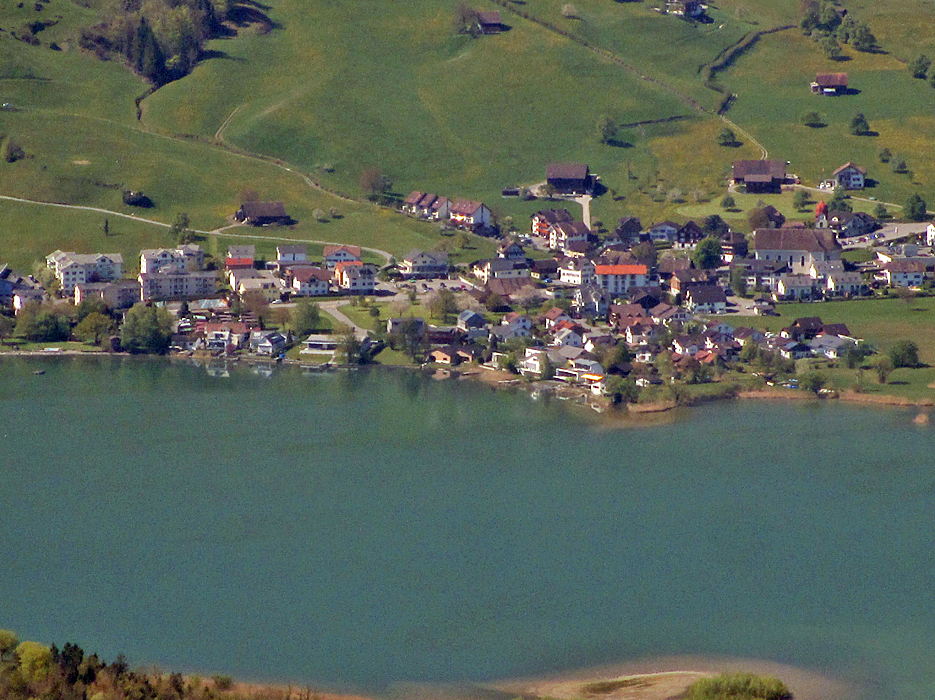
Lauerz vom Engelstock aus gesehen
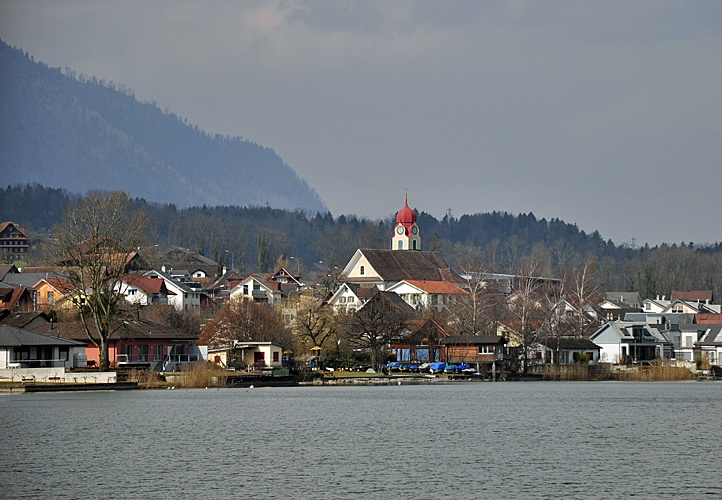
Das Dorf Lauerz
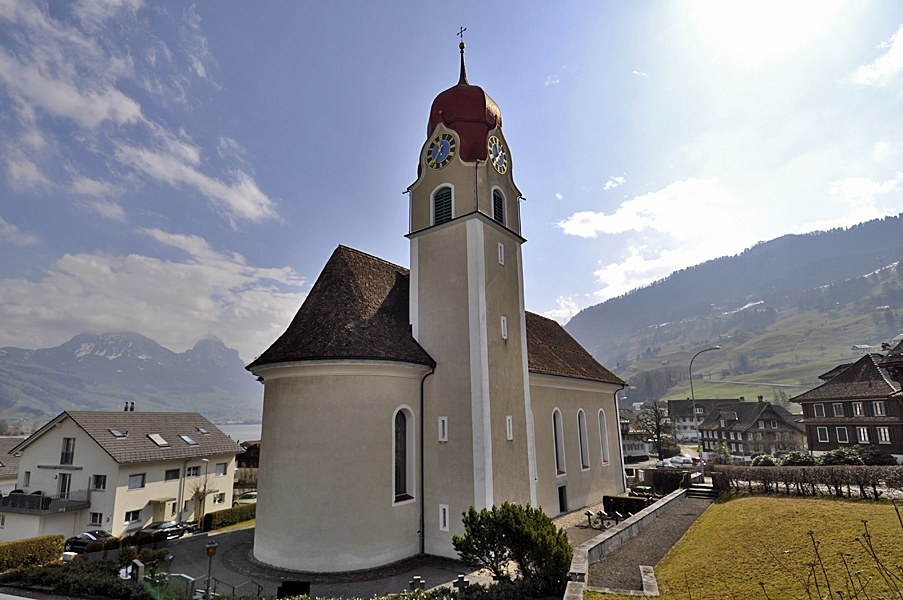
Pfarrkirche St. Nikolaus
Lauerz vor dem Bergsturz von 1806
Schwanau (nach dem Bergsturz von 1806)
Insel Schwanau, Historisches Luftbild von Werner Friedli von 1960

## Persönlichkeiten
- Josef Egli (* 1931), Kunstmaler (Ehrenbürger von Lauerz)[6]
- Marcel Huwyler (* 1968), Schriftsteller und Journalist
- Silvia Steiner (* 1958), Politikerin (Zürcher Regierungsrätin)